# Compact Disco
Compact Disco este o formație de rock electronic din Ungaria. Trupa a luat ființă în anul 2008 iar în anul 2012 reprezintă Ungaria la Eurovision care se celebrează în Baku, Azerbaidjan,cu melodia Sound of our hearts. 

## Membrii formației
- Behnam Lotfi - loops, grooves, additional tracks, efecte (2008–prezent)
- Gábor Pál - clape (2008–prezent)
- Attila Sándor - bass (2010–2012)
- Csaba Walkó - vocal (2008–prezent)

## Discografie

### Albumuri
| An   | Titlu    | Label     |
| ---- | -------- | --------- |
| 2009 | Stereoid | CLS Music |
| 2011 | II       | CLS Music |

### Single-uri de top
| An   | Titlu                               | Poziția de top | Poziția de top | Poziția de top | Certificări | Album    |
| An   | Titlu                               | BEL Tip        | HUN Dance      | HUN            | Certificări | Album    |
| ---- | ----------------------------------- | -------------- | -------------- | -------------- | ----------- | -------- |
| 2010 | "I'm in Love"                       | -              | 2              | -              |             | Stereoid |
| 2011 | "Feel the Rain"                     | -              | 29             | 7              |             | II       |
| 2012 | "Sound of Our Hearts"               | 83             | 20             | 2              |             | II       |
| 2012 | "Leave it Up to Me" (feat. Columbo) | -              | 26             | 28             |             | II       |

### Alte lansări
| An   | Titlu                 | Label     | Țări      |
| ---- | --------------------- | --------- | --------- |
| 2010 | Without You (remixes) | CLS Music | Ungaria   |
| 2011 | Fly or Dive           | Age Media | worldwide |
| 2011 | Without You           | Age Media | worldwide |
| 2012 | The Plan              | CLS Music | worldwide |

### Remixuri
| An   | Artist              | Piesa         |
| ---- | ------------------- | ------------- |
| 2009 | Odett és a Go Girlz | Móló          |
| 2010 | Holdviola           | Bánat utca    |
| 2010 | Holdviola           | Erdő, erdő    |
| 2010 | Ákos                | A fénybe nézz |

## Premii și nominalizări
| An   | Premiu                  | Categoria                            | Rezultat     |
| ---- | ----------------------- | ------------------------------------ | ------------ |
| 2010 | Fonogram Awards         | Best Performance in Electronic Music | Nominalizare |
| 2010 | Bravo Otto Awards       | Best New Artist                      | Nominalizare |
| 2010 | MTV brand:new           | 6th brand:new band                   | Nominalizare |
| 2011 | Fonogram Awards         | Best Performance in Electronic Music | Câștigat     |
| 2011 | Fonogram Awards         | Best New Artist                      | Nominalizare |
| 2011 | Fonogram Awards         | Best Song (I'm in Love)              | Nominalizare |
| 2011 | Antropos.hu Awards      | Album of the Year 2010               | Câștigat     |
| 2011 | VIVA Comet              | Band of the Year 2010                | Nominalizare |
| 2011 | MTV Europe Music Awards | Best Local Artist - Hungary          | Câștigat     |
| 2011 | MTV Europe Music Awards | Wordwide Act - European Nominee      | Nominalizare |
| 2012 | Fonogram Awards         | Best Performance in Electronic Music | Nominalizare |
| 2012 | Fonogram Awards         | Best Song (Feel The Rain)            | Nominalizare |